# 維拉維拉山 (安卡什大區)
8°48′40″S 77°34′50″W / 8.81111°S 77.58056°W
維拉維拉山（Wira Wira），是秘魯的山峰，位於該國北部安卡什大區，由尤拉克馬爾卡區和波馬班巴區負責管轄，屬於布蘭卡山脈的一部分，海拔高度4,946米。